# Chamblay
Chamblay ist eine französische Gemeinde im Département Jura in der Region Bourgogne-Franche-Comté. Sie gehört zum Arrondissement Dole und zum Kanton Mont-sous-Vaudrey. 

## Lage
Das Gemeindegebiet wird vom Fluss Loue durchquert, in den hier sein linker Zufluss Larine einmündet.
Die Nachbargemeinden sind Germigney im Norden, Chissey-sur-Loue im Nordosten, Écleux im Osten, Villeneuve-d’Aval im Südosten, Saint-Cyr-Montmalin im Süden, Vadans im Südwesten, Ounans im Westen und Santans im Nordwesten.

## Weblinks

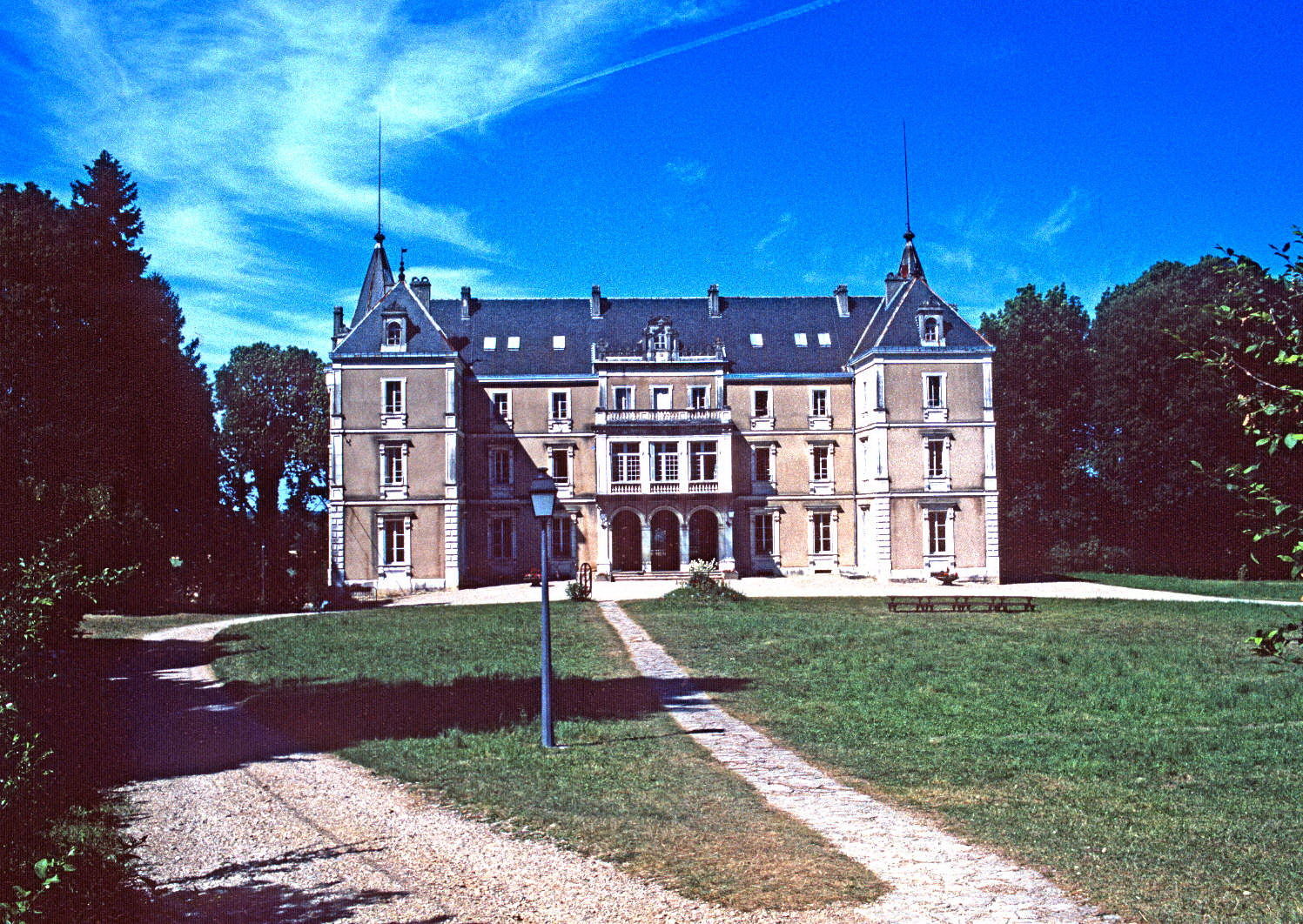
Château de Clervans

## Bevölkerungsentwicklung
| Jahr                       | 1962 | 1968 | 1975 | 1982 | 1990 | 1999 | 2008 | 2017 |
| Einwohner                  | 371  | 351  | 373  | 337  | 354  | 388  | 411  | 424  |
| Quellen: Cassini und INSEE |      |      |      |      |      |      |      |      |